# Iwamoto Ryuolivier
Ryuolivier Iwamoto (sinh ngày 3 tháng 4 năm 1995) là một cầu thủ bóng đá người Nhật Bản.

## Sự nghiệp câu lạc bộ
Ryuolivier Iwamoto đã từng chơi cho Júbilo Iwata, Vanraure Hachinohe và Gainare Tottori.